# منتخب هولندا لهوكي الدحرجة
منتخب هولندا لهوكي الدحرجة هو ممثل هولندا الرسمي في المنافسات الدولية في هوكي الدحرجة
.